# Buffalo and Susquehanna Railroad

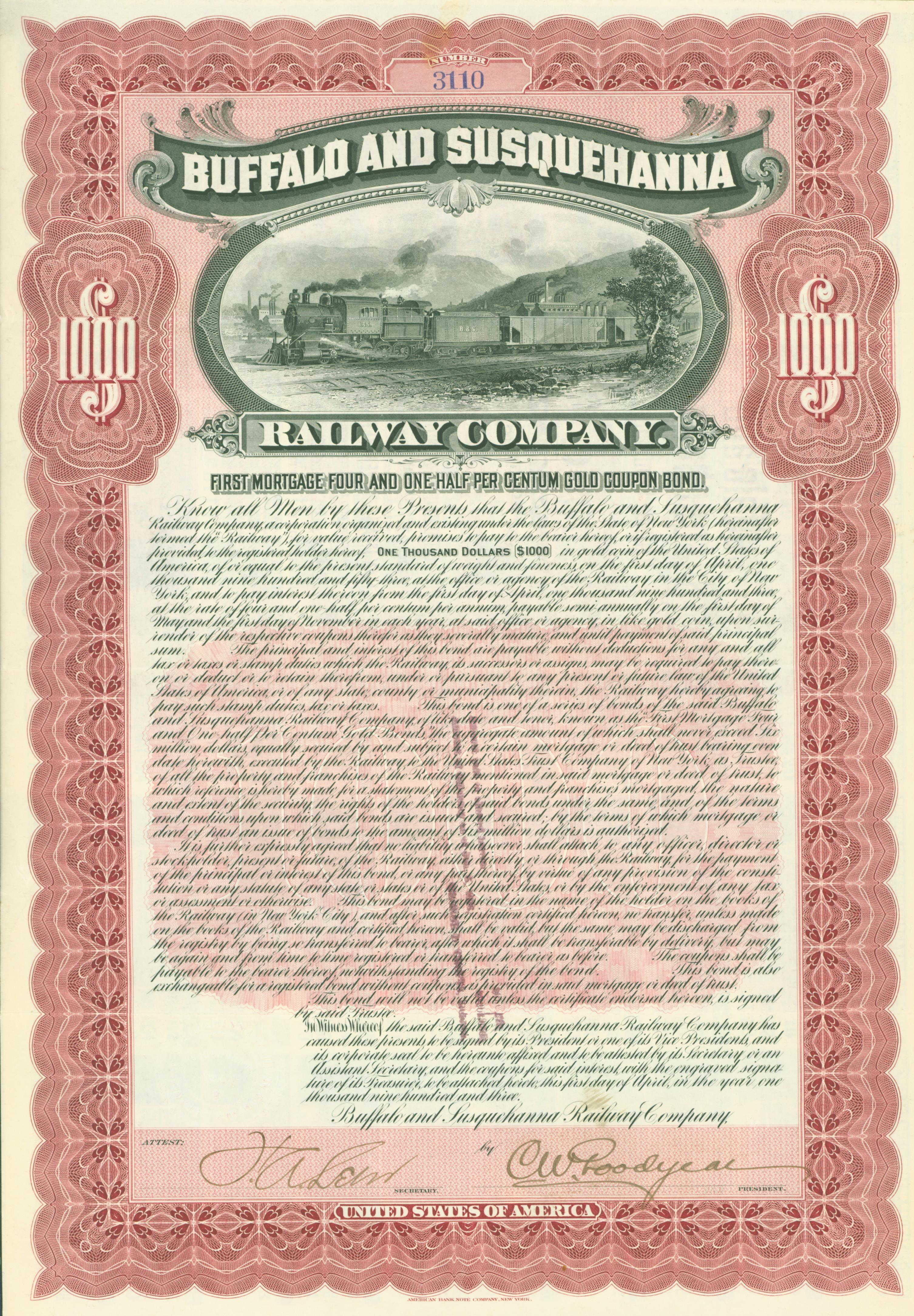
Obligation du Buffalo and Susquehanna Railway Company en date du 1 avril 1903

Le Buffalo and Susquehanna Railroad (B&S) était un chemin de fer américain de classe I qui fut créé en 1893 à la suite de la fusion et de la consolidation de petits chemins de fer forestiers. Il conserva indépendance jusqu'à ce que le Baltimore and Ohio Railroad rachetât la majorité de son capital en 1929. Cette même année, le B&O prit également le contrôle du Buffalo, Rochester and Pittsburgh Railway. Mais le B&O ne prit officiellement la direction de ces deux compagnies qu'en 1932.
En 1954, le Buffalo and Susquehanna Railroad ainsi que ses filiales fusionnèrent dans le B&O. En 1956, le B&O vendit 156 km de voies de l'ancien Buffalo & Susquehanna à la HE Salzberg Company qui fonda le Wellsville, Addison and Galeton Railroad pour exploiter cette ligne jusqu'à son abandon définitif en 1979. 
Le Buffalo & Susquehanna fut créé en 1893 par un vendeur de fioul et de bois dénommé Frank H Goodyear. La ligne partait de Keating Summit au centre de la Pennsylvanie pour rejoindre Buffalo, New York, où se trouvaient les autres compagnies de Goodyear. La ligne qui avait des embranchements vers Ansonia et Addison, fut ensuite prolonger vers le sud jusqu'à Sagamore. À son apogée, le réseau du B&S mesurait 644 km, dont la ligne principale entre Buffalo et Sagamore faisait 402 km.

## Les premières acquisitions
En 1885, Frank H Goodyear, négociant en bois et fioul, acheta des milliers d'hectares de forêt de sapins au Canada et au nord de la Pennsylvanie. Jusque dans les années 1880, les industries du bois évitaient le sapin du Canada qui comportait beaucoup trop de nœuds, lui préférant le pin et l'épicéa plus solides. Mais avec la raréfaction de ces essences, il y avait une demande croissante pour l'économique sapin. Afin d'extraire le bois de ses forêts, FH Goodyear constitua le Sinnemahoning Valley Railroad. Il partait de Keating Summit, Pennsylvanie sur la ligne du Buffalo, New York and Philadelphia Railroad (intégré plus tard au Pennsylvania Railroad) pour rejoindre sa scierie d'Austin, Pennsylvanie. La ligne escarpée franchissait le dénivelé grâce à une voie en tiroir située à l'est, puis poursuivait vers le sud sur l'embranchement nord de Freeman Run vers Austin. 
Le Sinnemahoning Valley Railroad ouvrit officiellement le 14 décembre 1885. Alors que les autres chemins de fer forestiers utilisaient une voie étroite, Goodyear choisit l'écartement standard. Goodyear construisit une énorme scierie à Austin pour débiter ses stocks de bois. En 1886, il prolongea la ligne de 21 km vers le sud pour atteindre Costello où se trouvait une grande et unique tannerie. Cette dernière utilisait l'écorce du sapin du Canada pour fabriquer du tanin. Ainsi Goodyear tirait profit des déchets de sa scierie. 
En 1887, il s'associa avec son frère pour créer la firme F.H. & C.W. Goodyear, qui à terme finirait par posséder la plupart des propriétés, des scieries, des chemins de fer, des locomotives et d'autres capitaux. En 1891, le Sinnemahoning Valley Railroad se développa vers le nord-ouest à partir de Costello pour traverser Galeton puis arriver à Ansonia où il se connectait avec le Fall Brook Railway. Mais la ligne devait franchir une grande crête. Au lieu de percer un tunnel, cette compagnie forestière choisit ce qui était commun à l'époque : une rampe discontinue formée de 4 longs tiroirs, limitant la longueur du train à 15 wagons.
Créé en 1891, le Buffalo and Susquehanna Railroad Company partait de Galeton vers le sud-ouest sur environ 23 km pour rejoindre Cherry Springs ; cette station au sommet de la crête était située entre deux grands tiroirs de la ligne principale du Sinnemahoning Valley Railroad.
Fondé la même année, le Susquehanna Railroad reliait Costello sur le Sinnemahoning Valley Railroad à Conrad au nord-est. Longue de 23 km, la ligne quittait Costello vers Wharton au sud, puis partait vers le nord-est pour arriver à la gare d'Hull Station à Conrad. 
Lorsque ces 2 lignes furent achevées en 1893, le Cherry Springs Railroad fut créé et acheva la portion reliant Cherry Springs à Hull. Cette compagnie reliait le Buffalo and Susquehanna Railroad Company (long de 23 km) au Susquehanna Railroad (de la même longueur). Cette connexion partait de Conrad vers le nord-ouest pour atteindre Cross Fork Junction au sommet d'une colline après avoir franchi le premier tiroir.
Le Cross Fork Railroad prenait le relais pour ensuite redescendre vers Cross Fork, où l'exploitation du bois était en plein boom. 
Lancé en 1892 et achevé en 1893, le Coudersport and Wellsboro Railroad reliait Galeton à Ansonia, où il se connectait avec le Fall Brook Railway.
Toutes les petites lignes constituées par le Sinnemahoning Valley Railroad, le Buffalo and Susquehanna Railroad Company, le Susquehanna Railroad, le Cherry Springs Railroad et le Cross Fork Railroad étaient achevées en 1893. Cette même année le Buffalo and Susquehanna Railroad fut créé pour fusionner ces 4 compagnies. 
À ce stade, la ligne principale du Buffalo and Susquehanna Railroad partait de Keating Summit, où il était en connexion avec le Buffalo New York and Philadelphia Railroad, et utilisait un petit tiroir pour prendre la direction du sud-est et desservir Austin et Costello; à Wharton, la ligne se dirigeait vers le nord-est pour passer la rampe. À environ 23 km au sud de Galeton, 4 grands tiroirs étaient nécessaires pour franchir la crête et arriver à Galeton. Puis la ligne se poursuivait jusqu'à Ansonia, où se trouvait une connexion avec le Fall Brook Railroad.
En 1893, Frank Goodyear possédait 10 locomotives. 
La ligne était desservie par des locomotives Shay, ainsi qu'une Baldwin 2-8-0. Avec l'extension vers Galeton, le Buffalo & Susquehanna nécessitait davantage de locomotives. Entre 1894 et 1895, la compagnie fit l'acquisition de 11 nouvelles machines (probablement chez Baldwin).

## L'extension du réseau
De nombreuses lignes temporaires furent construites par le Buffalo and Susquehanna Railroad, par la F. H. & C. W. Goodyear company, ou par diverses compagnies forestières afin d'assurer le transport du bois dans la région. Le Lackawanna Lumber Company, l'Emporium Lumber and Central Pennsylvania Lumber company utilisèrent les lignes du Buffalo and Susquehanna Railroad tracks avec ses équipements. La plupart des compagnies appartenaient aux frères Goodyear ou étaient en partenariat avec eux.
Entre 1895 et 1896, le B&S construisit une extension de 60 km permettant de relier Galeton à Wellsville, New York, où il se connectait avec le New York, Lake Erie & Western (Erie Railroad). Quelques années auparavant, les Goodyear avaient acheté des forêts le long de Pine Creek au nord de Galeton. L'heure était venue d'exploiter le bois de ces propriétés. Très vite, les frères Goodyear construisirent une autre grande scierie à Galeton. 
Ils s'intéressèrent ensuite à une petite ligne de 16 km, appelée Wellsville Coudersport and Pine Creek Railroad, permettant de relier Wellsville à Hickox (PA), située juste au sud de Genesse. Pour obtenir plus rapidement la location de cette compagnie, les Goodyear menacèrent de construire une ligne concurrente parallèle. Cette petite compagnie fut louée le 1er janvier 1896 pour une durée de 85 ans au prix de 8250 dollars par an. Le B&S racheta l'unique locomotive de cette compagnie.
En 1896 le B&S avait 16 locomotives et plus de 800 wagons (fret et voyageur confondus). 
Sur la ligne nord-ouest en direction de Wellsville, il y avait une rampe de 8 km qui atteignait jusqu'à 2,84 %. De nombreuses courbes étaient nécessaires pour franchir la ligne de crête, obligeant le B&S à utiliser des locomotives en unités multiples même pour ses trains de taille moyenne.
En 1895, l'Addison and Pennsylvania Railroad qui circulait entre Galeton et Addison (NY), convertit sa voie étroite en voie standard, afin de faciliter sa connexion avec le B&S au niveau de Galeton, dans l'espoir d'augmenter son trafic. Mais ce ne fut pas le cas car Goodyear avait d'autres plans.
À partir du 18 mars 1896, le B&S étendit son réseau d'Addison à Corning, New York grâce à des droits de passage sur le Fall Brook Railroad. Pour cette portion longue de 69 km, le B&S devait payer au Fall Brook Railroad 14 cents par tonne.
Par conséquent, le B&S n'utilisa pas la ligne Galeton / Addison de l'Addison and Pennsylvania Railroad, puisqu'il circulait sur le Fall Brook Railroad. Les villes d'Addison et Corning étant voisines, elles pouvaient l'une comme l'autre proposer au B&S une connexion avec le New York Lake Erie and Western (Erie Railroad) permettant de s'ouvrir à de nouveau marchés à l'est comme New York City. Le fret du B&S évitait l'Addison and Pennsylvania Railroad afin de maintenir son cours au plus bas. De plus le Fall Brook Railroad faisait concurrence directe à l'Addison and Pennsylvania Railroad sur la desserte de Westfield, Knoxville et Elkland puisque leurs lignes étaient parallèles.
Finalement en 1898, Frank Goodyear racheta les 72 km de ligne de l'Addison and Pennsylvania Railroad au sénateur new Yorkais Thomas C Platt. 
Puisque le B&S avait désormais une route directe vers Addison et une autre connexion à l'est avec le New York Lake Erie & Western (Erie Railroad), les droits de circulation sur le Fall Brook Railroad pour desservir Corning prirent fin le 1er juin 1898.
Le Fall Brook Railroad ne s'était-il jamais douté des intentions réelles du B&S ? Désormais les anciens partenaires devenaient des concurrents directs, car le B&S desservait Corning mais également Westfield, Knoxville, et Elkland grâce à sa ligne parallèle. Le B&S n'avait plus rien à redouter de la location du Fall Brook Railroad par le New York Central & Hudson River Railroad effective en 1899.
Avec la montée en puissance de Galeton, en 1894-1898 le B&S déplaça son centre opérationnel d'Austin à Galeton, où il construisit un grand triage, un dépôt pour 6 locomotives, un atelier de réparation des wagons et une gare pour les voyageurs et les marchandises. À cette période, il y avait un autre chemin de fer qui desservait Germainia à Galeton; ce Galeton South Branch and Germainia Railroad était très vraisemblablement un petit transporteur de bois. 
En 1899, le B&S possédait de belles installations avec un total de 19 locomotives:
| Nombre | Type                | Poids (tonne) | Constructeur         |
| ------ | ------------------- | ------------- | -------------------- |
| 10     | 2-8-0 consolidation | 70 à 98       |                      |
| 4      | 4-6-0 ten wheel     | 65            | 3 Baldwin + 1 Brooks |
| 5      | 4-4-0 eight wheel   |               |                      |

D'autre part, la F. H. & C. W. Goodyear Company avait 12 locomotives Shay pour les différentes compagnies forestières.
L'embranchement de Wellsville fut brièvement prolongé vers Buffalo où la compagnie avait des quais et des navires à vapeur. Près de Keating Summit, la ligne fut prolongée vers le sud sur 121 km et desservait Wharton, Du Bois et Sagamore. À son apogée, le B&S pouvait circuler de Buffalo jusqu'à Sagamore sur une ligne d'environ 402 km ; quant au réseau il atteignait plus de 644 km.

## La fin de l'indépendance
Le Buffalo and Susquehanna Railroad conserva son indépendance jusqu'en 1929, lorsque le Baltimore and Ohio Railroad racheta la majorité de ses actions. Dans le même temps, le B&O racheta le Buffalo Rochester and Pittsburgh Railway. Le B&O reprit officiellement l'exploitation de ces deux compagnies en 1932. 
En 1954, le B&O fusionna le B&S ainsi que ses filiales. En 1956, il vendit les 156 km de voie qui restaient de l'ancien Buffalo & Susquehanna, à HE Salzberg Company. Cette dernière le réorganisa en Wellsville Addison and Galeton Railroad qui exploita la ligne jusqu'à son abandon final en 1979.